# Huluboaia

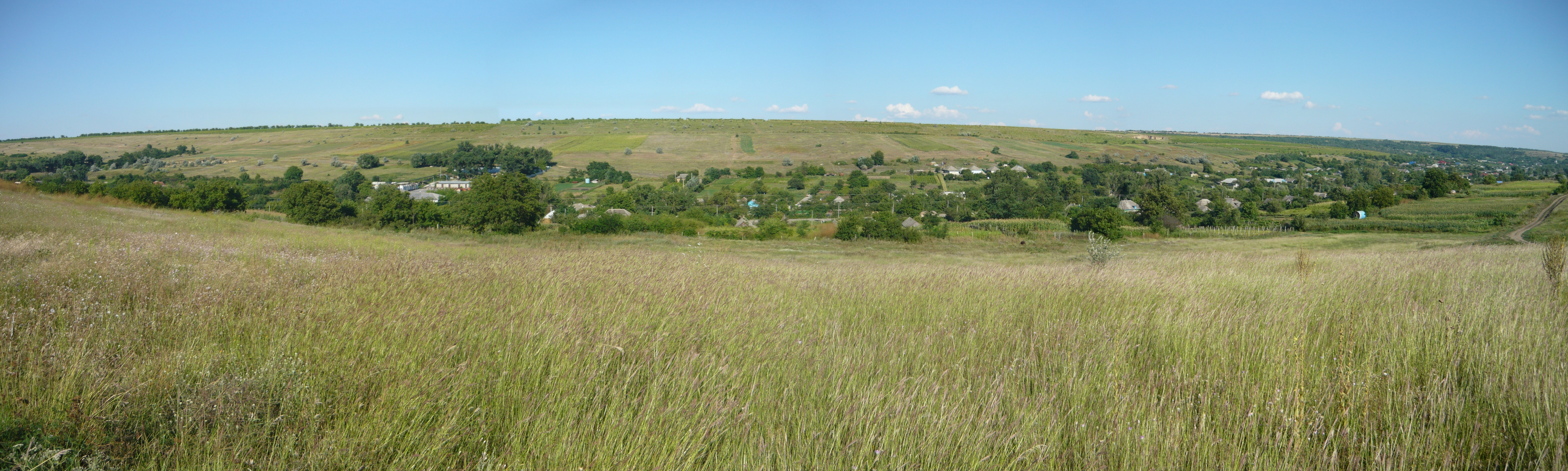
Huluboaia – celkový pohled ze západního svahu údolí

Huluboaia (rusky Хулубоая, Chuluboaja) je obec v jižní části Moldavska, ležící 25 km SSV od okresního města Cahul, přibližně 15 km od rumunské hranice. Do roku 1912 se nazývala Novohrad, v roce 1912 byla přejmenována na Goluboje (rusky Голубое). Podle posledního sčítání (2014) má ves 794 obyvatel. Zajímavá je tím, že zde žije česká menšina, která ji nazývá Holuboje. Po rozpadu SSSR se však většina Čechů odstěhovala zpět do vlasti.

## Geografie
Vesnice se nachází ve výšce 164 m n. m. na řece Velika Salča.

## Obyvatelstvo
Podle posledního ščítání z roku 2014 zde žilo 794 obyvatel.
Podle sčítání z roku 2004 zde žilo 1011 obyvatel (494 mužů a 517 žen).
Národnostní složení (2004):
| Národnost | Počet obyvatel | %     |
| --------- | -------------- | ----- |
| Moldavané | 468            | 46,29 |
| Ukrajinci | 262            | 25,91 |
| Rusové    | 79             | 7,81  |
| Bulhaři   | 56             | 5,54  |
| Gagauzové | 16             | 1,58  |
| Rumuni    | 2              | 0,2   |
| Ostatní   | 128            | 12,66 |
| Celkem    | 1011           | 100%  |

## Historie
Vesnice Holuboje byla založena v 80. letech 19. století Čechy z ukrajinského Čechohradu. Protože na Ukrajině bylo málo půdy vhodné k pěstování plodin, přemístilo se 153 migrantů do tehdejší Besarábie, kde založili vesnici nazvanou Novohrad. V roce 1912 se vesnice přejmenovala na Holuboje („holubice“ či „modré“). Od roku 1934 zde fungovala škola, kde se vyučovalo česky.
Vesnice dnes tvoří centrum českých krajanů v Moldavsku. Jsou tu častá česká příjmení jako Karásek, Pluhař nebo Lněnička, byť mladší generace už česky hovoří spíše sporadicky a přešla na ruštinu.

## Současnost
Od roku 2004 je ve vesnici zaregistrován český krajanský spolek Novograd, pod předsednictvím Ivana Laudy. Spolek má více než 120 členů.
Většina obyvatel žije z vlastní zemědělské činnosti, pěstuje se hlavně vinná réva a kukuřice. Ve škole funguje Kroužek českého jazyka Novohrádek; mimo to během léta sem přijíždí studenti z ČR, kteří tu učí češtinu. Starostou je Dmitri Granici (Dmitrij Hranič).
Místní rusifikovaní Češi mají obavy z údajného moldavského nacionalismu. Sledují výhradně ruskou televizi a mají ruský názor na ukrajinský konflikt i na roli USA v něm. Místní školáci jsou buď ze smíšených česko-moldavských nebo česko-bulharských manželství a ruskojazyčné prostředí způsobilo, že jako rodnou vnímají ruštinu.